# 奈良祐希
奈良 祐希（なら ゆうき、1989年2月21日 - ）は、石川県金沢市出身の陶芸家、建築家。建築デザインラボEARTHEN主宰。
陶芸家と建築家の2つの顔を持つ「二刀流」のアーティストとして広く知られる。陶芸家として個展やグループ展、海外アートフェアに出品しながら、建築家として建築設計や会場構成、プロダクトデザイン等、活動の幅は多岐にわたる。
建築と陶芸の融合をコンセプトとし、意図的な建築に無意識の偶然性を、無意識の陶芸に設計の作為性を、双方の要素を逆流させることによって、本質的な融合を目指している。
「ENSEMBLE」や「ASSORT」といった「共創」を展示フィロソフィーとし、様々な異なる事象を絶妙に調和させ、領域を超えたものづくりを得意とする。また、歴史的建造物、文化財といった建築的財産や自然に焦点を当てた展示を行い、アートの力でそれらの持つ場所の力を顕在化させる社会的な試みに取り組んでいる。
代表作に、伝統的な陶芸技法と最先端の建築テクノロジーを融合させた「Bone Flower」シリーズや、金沢の雪景色から着想を得た独特な幾何学文様「Ice Wall」シリーズなど。微細な自然現象や他領域の事象、自身の心象風景等から作品デザインを展開している。

## 来歴
350年余の歴史を誇る茶陶の名門 大樋焼の家系に生まれ、父は十一代大樋長左衛門（大樋年雄）、祖父は文化勲章受章者でもある大樋陶冶斎（十代大樋長左衛門）。幼少期は様々なトラウマから陶芸とは距離を置き、野球に没頭する。石川県立金沢泉丘高校在学中に金沢21世紀美術館の建設現場が通学路であったことから、美術的な視点で建築を志すも、東京藝術大学に不合格。しかし夢を諦めきれず一年間の浪人を経て、見事合格して入学。
在学中に東京藝術大学 安宅賞を受賞、建築コンペでも受賞を重ね、2013年東京藝術大学美術学部建築科を卒業。同大学院美術研究科建築専攻に入学するも、帰省中に偶然触れた陶芸を忘れられず、大学院の休学を決意し、多治見市陶磁器意匠研究所に入学。卒業制作で発表した陶芸と建築の融合を目指した「Bone Flower」シリーズが大きな反響を呼ぶ。処女作がアートコレクターでもある根津公一や大林剛郎の目に留まるなど、以降、陶芸家として精力的に活動することになる。大学院に復学し、修了設計では、衰退しつつある陶磁器産業の都市を再び建築の力で蘇らせる都市プロジェクトを構想し、2017年度吉田五十八賞に満票選出され大学院を首席で卒業する。
卒業後は藝大時代の恩師である北川原温のもとで設計修行、大樋美術館を設計した隈研吾から薫陶を受け、建築家としても独立。2018年には、「障子の茶室」「五行茶室」(金沢21世紀美術館)を発表。展示を台湾政府担当者が見たことがきっかけで、坂茂設計の台南市美術館のオープニング展示に抜擢され、デザインウェブマガジン「designboom」等に紹介され反響を呼んだ。
2021年には自身の建築設計デザイン事務所である「EARTHEN」を設立。若手建築家の登竜門であるUnder 35 Architects exhibition 2021 ファイナリストに選出されるなど、建築設計活動を精力的に行う傍ら、陶芸家としても、フラワーアーティストのニコライ・バーグマンとのコラボレーション展示や世界三大時計の一つ、「オーデマ・ピゲ」やドイツ高級ブランド「ROLFBENZ」とのタイアップ等、グローバルな企業とも積極的にコラボレーションを行っている。2021年に開催した個展「ENSEMBLE」では、村野藤吾の名作、数寄屋建築の佳水園を舞台に細尾真孝、小原宏貴とのコラボレーションを果たし、その年の「Pen クリエイターアワード2021」を受賞。
2022年には代表作「Bone Flower」が金沢21世紀美術館に永久収蔵される。

## 展覧会
- 2016 菊池ビエンナーレ（ 菊池寛実記念智美術館 / 東京都 ）
- 2016 うつわ その先に 陶―魂のかたち（ 日本橋三越本店 / 東京都 ）
- 2016 SOFA CHICAGO（ アメリカ ）
- 2017 COLLECT（ イギリス ）
- 2017 TEFAF Maastricht（ オランダ ）
- 2017 アートフェア東京（ 東京国際フォーラム ）
- 2017 Design Miami / Art Basel（ スイス ）
- 2017 ASIA NOW（ フランス ）
- 2017 KOGEI Art Fair Kanazawa（ KUMU / 金沢市 ）
- 2018 アートフェア東京（ 東京国際フォーラム ）
- 2018 Asia Contemporary Art Show（ 香港 ）
- 2018 アート台北（ 台湾 ）
- 2018 Art Expo New York（ Pier 94 / アメリカ ）
- 2019 Art Central（ Central Harborfront / 香港 ）
- 2019 第21回岡田茂吉賞展（ MOA美術館 / 熱海 ）
- 2019 Art KYOTO（ 二条城 / 京都 ）
- 2020 Hybridizing（ Akio Nagasawa Gallery / 東京 ）
- 2020 Synergism（ Rolfbenz / 東京 ）
- 2021 Ceramic Expressions（ Mulan Gallery / シンガポール ）
- 2021 Fractal Synergy（ YOD / 大阪 ）
- 2021 ENSEMBLE ( 佳水園 / 京都 )
- 2021 JAPANDI-NA ( 南青山 / 東京 )
- 2022 Progress（六本木 / 東京）
- 2022 Exposition Nara Yuki

## 経歴
- 1989年 十一代 大樋長左衛門（大樋年雄）の長男として石川県金沢市に生まれる[22]
- 2013年 東京芸術大学美術学部建築科 卒業
- 2016年 多治見市陶磁器意匠研究所 首席修了[23]
- 2016年 第3回 金沢・世界工芸トリエンナーレ 審査員特別賞受賞[24]
- 2017年 東京芸術大学大学院美術研究科建築専攻 首席卒業
- 2021年 Pen クリエイターアワード2021 受賞[25]
- 2022年 株式会社EARTHEN 設立[26]

## コレクション
- 金沢21世紀美術館

## メディア
- 2018年　GQ JAPAN 注目の陶芸家・奈良祐希が目指す建築家との“二刀流”──3次元CADを使ってデザイン

- 2018年　designboom Yuki Nara install 'five elements tea room' made of concentric layers of shoji screens

- 2018年　architecturephoto.net 奈良祐希の設計・デザインによる、金沢21世紀美術館での工芸建築展に出展されている「障子の茶室」

- 2019年　Forbes JAPAN エリートの非エリート的な生き方。爪痕を残さなければ仕事じゃない

- 2019年　25ans Hikari meets Stars　森 星、陶芸家 奈良祐希さんに会う！

- 2019年　美術手帖 銀行×アートの新たな試み。SMBC信託銀行日本橋支店「アートブランチ」で名和晃平、奈良祐希らの作品を展示

- 2019年　Pen Yuki Nara’s ‘Architectural’ Ceramics

- 2020年　朝日新聞 名門生まれ、なりたくなかった陶芸家　見つけた新しい形

- 2020年　婦人画報 いま世界が注目する気鋭のアーティスト奈良祐希―「令和の土器」に込めたもの

- 2020年　美術手帖 陶芸と最先端テクノロジーの融合。陶芸家・建築家として活動する奈良祐希の個展が開催中

- 2020年　GQ JAPAN 硬くて柔らかい。陶芸家・建築家、奈良祐希の新作のテーマは金沢の雪景色

- 2020年　美術手帖 陶芸家・建築家の奈良祐希が高級家具ブランド「ROLF BENZ」とコラボ。 新作個展「Synergism」を開催

- 2020年　Forbes JAPAN 「アートのある暮らし」の理想が見える。ロルフベンツで奈良祐希の個展

- 2020年　産経新聞 「陶芸の世界変革へ試行錯誤」京都、伝統工芸継承へ思い強く

- 2021年　日本経済新聞 土器のある風景

- 2021年　Casa BRUTUS 陶芸家と建築家の2つの顔を持つ奈良祐希が、数寄屋風建築〈佳水園〉でコラボ＆新作披露。

- 2021年　25ans 気鋭の現代アーティスト奈良祐希さんの個展が京都で開催

- 2021年　Pen 建築×陶芸⁉ 世界で注目されるアーティスト、奈良祐希が京都・佳水園で個展を開催

- 2021年　美術手帖 ニコライ・バーグマンと陶芸家・建築家の奈良祐希がコラボ。展覧会「JAPANDI-NA」を開催へ

- 2021年　Pen 陶芸×建築で新境地を開く、気鋭のアーティスト【Penクリエイター・アワード審査員特別賞 奈良祐希】

- 2021年　Pen  フラワーアートと陶芸の邂逅──ニコライ・バーグマン×奈良祐希のセッション展『JAPANDI-NA』とは？

- 2021年　Casa BRUTUS ニコライ・バーグマンと奈良祐希が“セッション”。2人の世界が融合する展覧会『JAPANDI-NA』が開催。

- 2021年　AUDEMARS PIGUET 偶然性と作為性を融合し、陶芸の再解釈に挑む孤高の作家

- 2022年　HIGHFLYERS 建築と陶芸の二刀流で世界が注目するクリエイターの、芸術家系に生まれた反骨精神と革新的な未来思考
- 2022年　Pen 金沢21世紀美術館で見る、マシュー・バーニーとうつわの関係
- 2022年　美術手帖　金沢21世紀美術館のコレクションから見えてくる、「うつわ」の多様性